# Przodownictwo i współzawodnictwo w Siłach Zbrojnych PRL
Przodownictwo i współzawodnictwo w Siłach Zbrojnych PRL – integralna część ogólnokrajowego ruchu przodownictwa i współzawodnictwa w ludowym Wojsku Polskim.

## Formy współzawodnictwa i przodownictwa

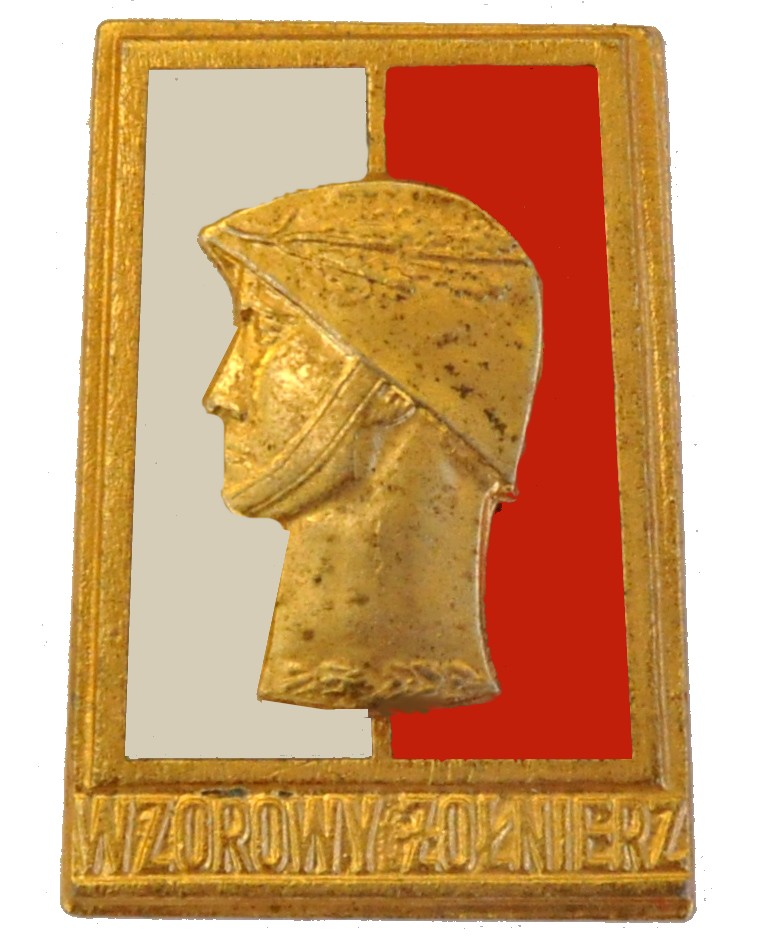
Złota odznaka Wzorowy Żołnierz

Przodownictwo o tytuł i odznakę:
- Wzorowego Żołnierza
- Wzorowego Marynarza
- Wzorowego Kierowcy
- Wzorowego Podchorążego
- Wzorowego Dowódcy
- Przodownika Pracy Socjalistycznej
- Zasłużonego Przodownika Pracy Socjalistycznej

W 1982 dodano przodownictwo o tytuł i odznakę:
- Wzorowego Podchorążego Rezerwy
- Wzorowego Kadeta
- Wzorowego Słuchacza
- Wzorowego Szefa Pododdziału

W 1982 dodano też współzawodnictwo o tytuł:
- Przodującego Nauczyciela Akademickiego
- Pilota Roku

Współzawodnictwo o miano:
- Drużyny Służby Socjalistycznej
- Klucza Służby Socjalistycznej
- Okrętu Służby Socjalistycznej
- Przodującego Pododdziału (plutonu, kompanii)
- Przodującego Oddziału
- Przodującej Wyższej Szkoły Oficerskiej
- Brygady Pracy Socjalistycznej

W 1982 dodano współzawodnictwo o tytuł:
- Przodującego Plutonu
- Przodującej Kompanii
- Przodującego Pododdziału Specjalistycznego
- Przodującej Katedry (cyklu szkolenia)
- Oddziału (Wydziału) Pracy Socjalistycznej
- Zakładu Pracy Socjalistycznej
- najlepszego zakładu w poszczególnych branżach i służbach